# Enzo Traverso
Enzo Traverso (Gavi, Piamonte, 14 de octubre de 1957) es un historiador e intelectual italiano. Actualmente es catedrático en Cornell University.

## Biografía
Estudió en la Universidad de Génova. Vivió y trabajó en Francia por más de veinte años. Fue militante de la organización Potere Operario (Poder Obrero). y se formó en la escuela del autonomismo marxista italiano. Fue profesor de la Universidad de Picardía y de la EHESS (École des Hautes Études en Sciences Sociales). Actualmente (2014) es profesor en la Universidad Cornell (Estados Unidos).
Es uno de los más importantes historiadores de las ideas del siglo XX. Entre sus temas de investigación destacan el Holocausto nazi y el Totalitarismo, así como la relación de los intelectuales con estos procesos históricos que permean las discusiones políticas del presente. Este interés lo ha llevado a ahondar sobre la antinomia entre historia y memoria a partir de los problemas metodológicos que plantea la historia contemporánea y el valor subjetivo del testimonio, enmarcado en la diacronía pasado-presente. En su obra es palpable la influencia recibida de la Escuela de Frankfurt. Se especializa en la filosofía judeoalemana, en el nazismo,  el antisemitismo y en las dos guerras mundiales.